# Formula di Rosenbluth
La formula di Rosenbluth è utilizzata per effettuare una previsione della sezione d'urto negli esperimenti di scattering elastico elettrone su protone o neutrone. Tuttavia, nel 1968, quando si tennero gli esperimenti di prova dell’esistenza dei quark, poiché le particelle in questione si muovevano a velocità prossime a quelle della luce, fu necessario applicarla in forma differenziale. La formula è la seguente:
{\displaystyle {\frac {d\sigma }{d\Omega }}={\frac {\alpha ^{2}}{4E^{2}\sin ^{4}(\theta /2)}}{\frac {E'}{E}}\left\{\left(F_{1}^{2}-{\frac {\kappa ^{2}q^{2}F_{2}^{2}}{2M^{2}}}\right)\cos ^{2}{\frac {\theta }{2}}-{\frac {q^{2}}{2M^{2}}}(F_{1}+\kappa F_{2})^{2}\sin ^{2}{\frac {\theta }{2}}\right\}}
dove 
- {\displaystyle \alpha } è la costante di struttura fine
- {\displaystyle E'} e {\displaystyle E} sono rispettivamente le energie finale e iniziale dell'elettrone
- {\displaystyle \kappa } è il momento magnetico anomalo del protone (diff. tra momento magnetico del protone e dell'elettrone)
- {\displaystyle M} è la massa del protone, {\displaystyle \theta } è l'angolo di scattering dell'elettrone
- {\displaystyle F_{1}} e {\displaystyle F_{2}} sono due fattori di forma che parametrizzano l'ignoranza sulla struttura interna, e sono determinabili sperimentalmente